# 名古屋市連続通り魔殺傷事件
名古屋市連続通り魔殺傷事件（なごやしれんぞくとおりまさっしょうじけん）とは、2003年（平成15年）に日本の愛知県名古屋市北区（3月30日）と同市千種区（4月1日）で発生した連続通り魔事件。2件の犯行で1名が死亡し、もう1名が負傷した。

## 概要
2003年

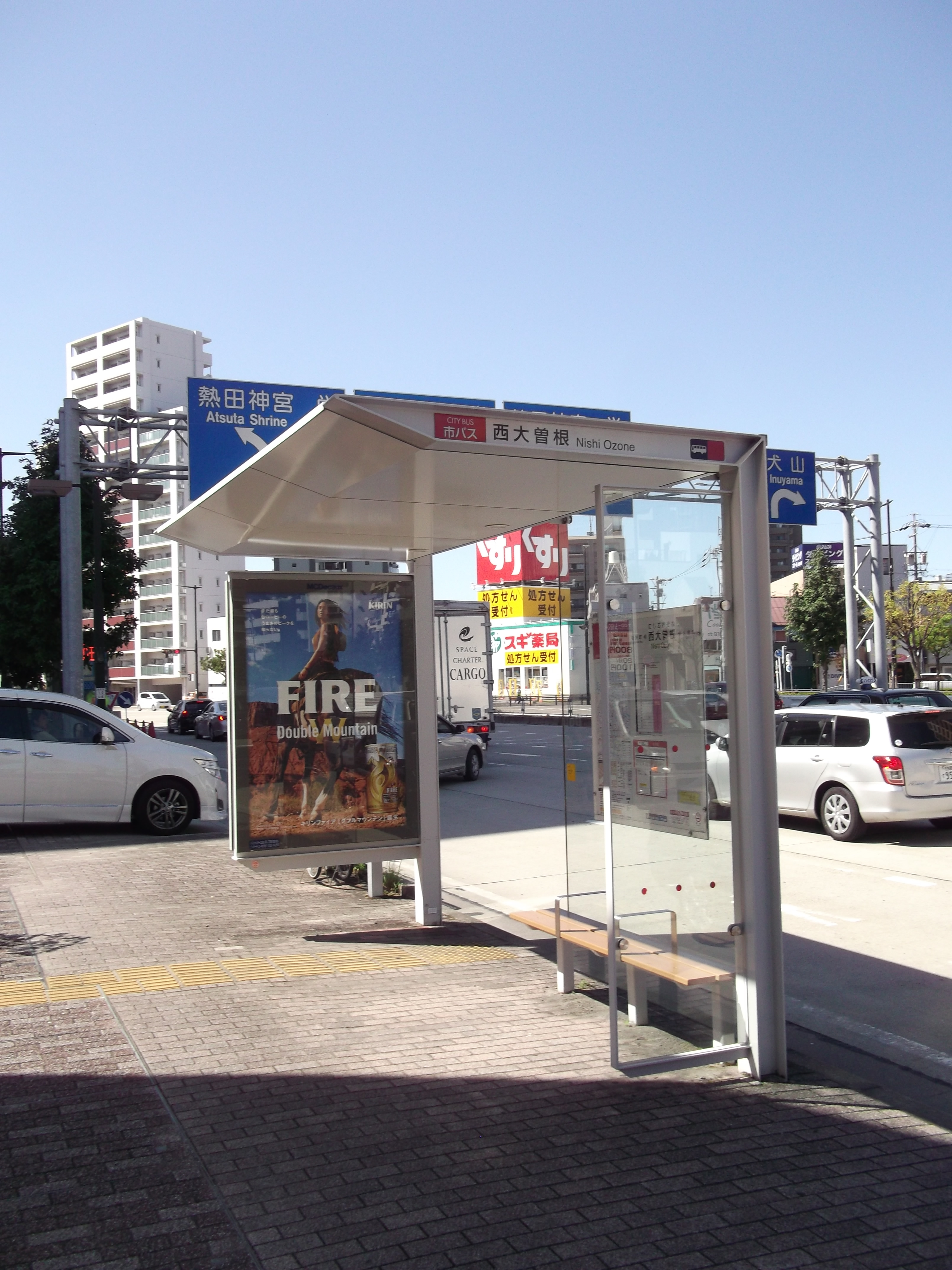
「西大曽根」のバス停

- 3月30日 - 名古屋市北区東水切町四丁目の路上[1]で、被害者の女性A（当時22歳）が加害者の女X（当時38歳）に包丁で刺される[2]。このときAはXに「ニシオオゾネ（西大曽根?）は、どこですか?」という意味不明な質問をされて注意を引きつけられたときに刺されたという。Aは自力で自宅まで逃げ帰ったが、腹部の刺し傷が15センチにも達していたことから、4月1日に多臓器不全で死亡した[2][3]。
- 4月1日 - 名古屋市千種区日進通一丁目でXが女性B（当時22歳）を襲い、バッグを奪って逃走[4][5]。Bは傷は負ったが、命には別状なかった[4]。
- 8月28日深夜 - Xが窃盗事件で現行犯逮捕される。翌日、家宅捜索でBのバッグが発見され、2件の通り魔事件を自供。殺人・殺人未遂容疑で再逮捕。

2006年
- 2月24日 - 名古屋地裁でXに無期懲役の判決が下された。弁護側・検察側共に控訴せず、刑は確定した。

## 犯人像
- 幼い頃に父母が離婚して極貧生活を送った経験から、金銭への執着と他人の幸福に対する嫉妬が異常だったという。取調べにおいても、「自分のイライラした気持ちがすっきりすると思った。相手が自分より幸せそうなら誰でもよかった」と述べている。
- 父親は離婚後に占い師になって繁盛していたが、父親の新しい愛人とは不仲になり、2002年8月に愛人の洋服を焼き払うという暴挙に出た。これが原因で父親とも不仲になり、毎月30万円を仕送りする代わりに、一切の関わりを禁じられた。
- 父親から関係を断ち切られた頃から精神に変調を来たしだしたとされ、用もないのに自転車で徘徊し、さらにこのときにひらひらした服を着て目立ったことから、近所から「ひらひらさん」と呼ばれたという。
- 後日の家宅捜索で死体の映ったビデオなどが押収されており「人を殺してみたい」という妄想に取り付かれたという。
- 裁判では被告の犯行当時の精神状態が争われたが、精神鑑定で問題ないという結果が出た。

## その他
この事件とほぼ同時期には神奈川県足柄上郡でも、3月29日に松田町松田で男性（当時58歳）が刺殺され、その直前と同月21日にも大井町金子で男女2人がそれぞれ刺されて負傷する同一犯による連続通り魔事件が発生しており、社会に衝撃を与えた。